# Donald Harstad
Donald Harstad, né le 14 juin 1946, est un écrivain américain de roman policier qui vit à Elkader, dans l'Iowa. Il est surtout connu en France pour ses récits qui mettent en avant les enquêtes du shérif Carl Houseman dans le comté rural fictif de Nation, dans l'Iowa.

## Biographie
Né à Los Angeles, en Californie (États-Unis), Donald Harstad a vécu à Elkader, Iowa, dès l'âge de cinq ans. Après deux années d'études universitaires et un service national au Viêt Nam, il travaille pendant cinq ans sur les plateaux de tournage à Hollywood. Il aurait aussi travaillé au service du courrier de CBS. En 1970, il retourne à Elkader où sa femme Mary commence une carrière d'enseignante. À partir de 1973, il s'engage dans les services de police du comté de Clayton, Iowa, où il sert d'abord comme agent de patrouille, puis inspecteur et enfin adjoint au shérif. Il prend sa retraite en 1996 après une première crise cardiaque et à la suite du succès de son premier roman policier, Onze jours.

## Œuvre

### Romans

#### SérieCarl Houseman
- Eleven Days (1998) Publié en français sous le titre Onze jours, traduit de l'américain par Serge Halff, Paris, Éditions Le Cherche midi, collection Ailleurs, 2004 ; réédition, Paris, Seuil, Collection « Points policier » no 1374, 2005, 280 pages.  (ISBN 2-02-082234-2)
- The Known Dead (1999) Publié en français sous le titre Code 10, traduit de l'américain par Gilles Morris-Dumoulin, Paris, Éditions Le Cherche midi, collection Ailleurs, 2005 ; réédition, Paris, Seuil, Collection « Points policier » no 1540, 2006, 367 pages.  (ISBN 2-7578-0098-1)
- The Big Thaw (2000) Publié en français sous le titre -30°, traduit de l'américain par Gilles Morris-Dumoulin, Paris, Éditions Le Cherche midi, collection Ailleurs, 2006 ; réédition, Paris, Seuil, Collection « Points policier » no 1811, 2007, 406 pages.  (ISBN 978-2-7578-0283-0)
- Code 61 (2002) Publié en français sous le titre 5 octobre, 23h33, traduit de l'américain par Gilles Morris-Dumoulin, Paris, Éditions Le Cherche midi, collection Ailleurs, 2007 ; réédition, Paris, Seuil, Collection « Points policier » no 2042, 2008, 440 pages.   (ISBN 978-2-7578-0899-3)
- A Long December (2003) Publié en français sous le titre 4 jours avant Noël, traduit de l'américain par Gilles Morris-Dumoulin, Paris, Éditions Le Cherche midi, collection Ailleurs, 2008 ; réédition, Paris, Seuil, Collection « Points policier » no 2271, 2009, 401 pages.   (ISBN 978-2-7578-1563-2)
- November Rain (2009) Publié en français sous le titre 6 heures plus tard, traduit de l'américain par Gilles Morris-Dumoulin, Paris, Éditions Le Cherche midi, collection Ailleurs, 2009 ; réédition, Paris, Seuil, Collection « Points policier » no 2513, 2010, 445 pages.   (ISBN 978-2-7578-1590-8)

### Autre roman
- Three Octobers (2006)

## Méthode d'écriture
Le style de Donald Harstad est souvent décrit comme sec, réaliste, proche du documentaire. Il accorde ainsi beaucoup d'importance à la description de la procédure policière: appels par la radio et notamment les codes chiffrés utilisés par les policiers pour gagner du temps, rédaction des rapports, rapports hiérarchiques, droits du citoyen à respecter.